# Claude Gilli
Pour les articles homonymes, voir Gilli.
Claude Gilli est un peintre et sculpteur français né le 15 septembre 1938  et mort le 28 juin 2015 à Nice (Alpes-Maritimes).

## Biographie
Né à Nice d'une très ancienne famille niçoise, Claude Gilli entre à 16 ans à l’école des Arts décoratifs de Nice.
Il participe, aux côtés de Yves Klein, Albert Chubac, Martial Raysse, Ben et d'autres à la création de l'École de Nice
En 2004 l'exposition Gilli & Co., au Musée des Beaux-Arts de Bordeaux, accueille des pièces récentes ainsi qu'une large sélection d'œuvres des années 1960, les associant aux œuvres d'Arman, Ben, Chubac, Wesselman et d'autres.
En 2006 un documentaire, Sur les traces de Claude Gilli, réalisé par Constance Ryder, est diffusé par TV5MONDE.
En 2007 il est exposé à la James Mayor Gallery, en 2011 au Musée national Fernand-Léger, à Biot, en 2017 au Musée d'art moderne et d'art contemporain de Nice.

### Décoration
- Commandeur de l'ordre des Arts et des Lettres (2010)[5],[6],[7],[8].

## Œuvres
- Ex-voto
- Paysages
- Découpages
- Coulées
- Transparents et Escargots
- Forêt d'Arbres sculpture monumentale Nice Square  Durandy 2019  https://www.youtube.com/watch?v=TCVnmZ9jgCE